# Matthias Artaria
Matthias Artaria (* 1793 in Wien; † 22. April 1835 ebenda) war ein bedeutender Kunsthändler und Musikverleger in Wien. Er gehört jedoch zur Mannheimer Linie der Familie, eine Teilhaberschaft am Wiener Unternehmen Artaria bestand nicht mehr. 

## Leben
Matthias war der Sohn des Kunstverlegers Domenico Artaria (1765–1823), der in Mannheim das in ganz Europa bekannte Unternehmen Artaria & Fontaine gegründet hatte. Matthias Artaria wurde Vertreter des Unternehmens in Wien. Dort erwarb er 1818 die Kunsthandlung seines Schwiegervaters Daniel Sprenger. 1822 gründete er die Firma Matthias Artaria, die bis 1853 tätig war.
Als Musikverleger verlegte unter anderen Werke Franz Schuberts und Beethovens, zu deren Freundeskreis er zählte.

## Einzelnachweis
1. ↑  Rudolf Vierhaus (Hrsg.): Neue Deutsche Biographie, 2. Aufl., München, K.G. Saur, 2005, Bd. 1, S. 243